# Stazione di Sakado (Saitama)
La stazione di Sakado (坂戸駅?, Sakado-eki) è la principale stazione ferroviaria della città omonima della prefettura di Saitama in Giappone, ed è servita dalle linee Tōjō e Ogose (di quest'ultima è capolinea) delle Ferrovie Tōbu.

## Linee
Ferrovie Tōbu
● Linea Tōbu Tōjō
● Linea Tōbu Ogose

## Struttura
La stazione è dotata di due marciapiedi a isola con quattro binari totali, di cui due dedicati alla linea Ogose, e due alla linea Tōjō. 
| 1-2 | ● Linea Tōbu Ogose | per Ogose |
| 3   | ● Linea Tōbu Tōjō  | per Shinrinkōen, Ogawamachi e Yorii |
| 4   | ● Linea Tōbu Tōjō  | per Wakōshi e Ikebukuro via Linea Yurakucho per Shin-Kiba via Linea Fukutoshin per Shibuya, via linea Tōkyū Tōyoko per Yokohama e, via linea Minatomirai per Motomachi-Chūkagai |

## Stazioni adiacenti
| «               | Servizio           | »                 |
| Linea Ogose     | Linea Ogose        | Linea Ogose       |
| --------------- | ------------------ | ----------------- |
| Capolinea       | Locale             | Ippommatsu        |
| Linea Tōbu Tōjō |                    |                   |
| Wakaba          | Locale             | Kita-Sakado       |
| Wakaba          | Semiespresso       | Kita-Sakado       |
| Wakaba          | Espresso pendolari | Kita-Sakado       |
| Wakaba          | Espresso           | Kita-Sakado       |
| Wakaba          | Rapido             | Higashi-Matsuyama |
| Kawagoeshi      | Espresso rapido    | Higashi-Matsuyama |
| Kawagoeshi      | TJ Liner           | Higashi-Matsuyama |